# 台湾前途決議文
台湾前途決議文（たいわんぜんとけつぎぶん）は、台湾の民主進歩党（民進党）の綱領と並ぶ基本文書で、1999年5月8日に高雄で開かれた第8期第2次全国党員大会において採択された。台湾は国会全面改選・総統直接選挙を経て事実上すでに独立した民主国家となっているという前提に立ち、主権国家である現状を変更するには、いかなる内容であれ台湾全住民による住民投票が必要であると主張する。これにより事実上、党綱領に掲げた台湾共和国樹立の目標を棚上げし、中華民国体制を容認した。

## 採択に至る背景
民進党は、林濁水の起草案に基づき、1991年10月の第5期第1次全国党員大会において党綱領を改定した。その中で「台湾住民の自決を通して、主権が独立し、自主的な台湾共和国の建設を目指す」と規定した。そのため「台独党綱」(台湾独立党綱領)と呼ばれる。
しかし、李登輝政権の下、中華民国は民主化し、また同時に台湾化が行われていった。民進党は1996年に台湾地位未定論の古典である『台湾の法的地位』の著者である彭明敏を総統候補、謝長廷を副総統候補として参戦した。しかし、中国がミサイル演習を行って威嚇した台湾海峡ミサイル危機を受けて、台湾の有権者は団結を示すため、李登輝総統に投票し、民進党は惨敗した。だが、同時に李登輝の中華民国の台湾化が評価されており、中華民国を否定する急進路線が有権者に受け入れられなかったとの反省も民進党内でなされた。
そこで、2000年の総統選挙では、中華民国の台湾化を評価し、中華民国を台湾国家として受け入れる必要があった。それには、1991年の台独党綱を再度改定し、台湾共和国建設という台湾独立路線を放棄する必要が出てきたのである。民進党は1999年に大陸政策に関する討論会を行い、主要派閥は台独路線の棚上げと、積極的な対中国政策である「強本西進」政策の採用で合意する。しかし、党内には台湾独立連盟に属する者も少なくなく、また台湾独立を支持する有権者にも配慮して、党綱領の改定は避けた。その代わり、党綱領と並ぶ党の基本文書としてこの台湾前途決議文を採択したのである。